# Vals spel
Vals spel is een Nederlandstalige thriller geschreven door Mirjam Mous. Het boek wordt sinds april 2013 uitgegeven door Van Holkema & Warendorf.

## Samenvatting
Het boek gaat over het hoofdpersonage genaamd Fin van Toor.
Fin ging naar Spanje om met zijn broer te gaan wandelen.
Zijn broer krijgt de kans om acteerlessen te krijgen van een beroemde persoon en Fin vertelt hem dat hij die kans niet mag laten gaan.
Fin besluit uiteindelijk rond te hangen in de straten van Spanje.
In een restaurant komt hij Valerie tegen, ze worden goede vrienden.
Door de plannen van Valerie wordt Fin beschuldigd voor moord, en hij heeft moeite met het bewijzen dat hij onschuldig is.